# Moonsorrow
Moonsorrow — фінський фолк/блек-метал-гурт.
Суміш епічної музики Bathory зі швидкими і агресивними мелодіями Einherjer та фінськими фолковими мотивами. Поєднання екстремального і чистого вокалу, різноманітність аранжування і атмосфера холодних північних земель. Все це — епічний язичницький метал, гімни Півночі.

## Історія
Восени 1995 року у двоюрідних братів Henri і Ville Sorvali народжується ідея язичницького гурту, котра буде грати епік-метал. Невдовзі ця ідея втілилася у демо «Thorns of Ice», але половина матеріалу чудом зникла зразу після запису. Весною 1997 року колектив видає дебютне демо «Metsä». Новий епічний метал зразу став відомим у Фінляндії. Після «Metsä» було записане ще одне promo, котре так і не було видано, а наступне демо «Tämä Ikuinen Talvi» («Ця нескінченна зима») набуло ширшого розголосу і призвело до укладання контракту з Plasmatica Records. Саме тоді до гурту і прийшов ударник Baron Tarwonen.
У лютому 2001 року втілюється давня мрія членів Moonsorrow — перший повний альбом завершено. «Suden Uni» («Вовчий сон»), котрий поєднує суміш фолкового язичницького металу і епічних мелодій, стає серйозною перепоною на шляху гурту. На те, щоб його видати, йде цілий рік, але музиканти не втрачають часу. У гурті з'являються Mitja Harvilahti #і Lord Euren, перший концерт Moonsorrow, робота над новим матеріалом…
Контракт з Plasmatica Records закінчується, Moonsorrow отримують нові пропозиції. Після деяких роздумів (під час виходу перемікшованого варіанту «Tämä Ikuinen Talvi» з новим вокалом) фінські воїни зупиняються на Spinefarm Records. Другий альбом «Voimasta ja Kunniasta» («Про силу і честь») виходить у грудні 2001.
Наступний альбом колективу, що з'явився на світ у 2003 році, має назву «Kivenkantaja» («Носій каміння»). Диск наповнений північною тугою і сумом, аранжування і лірика викликають у слухача непідробні емоції. Альбом отримав найвищі оцінки у різних музичних виданнях. Також у 2003 році колектив перевидає дебютний альбом «Suden Uni».
У 2005 році гурт записує альбом, який має назву  «Verisäkeet» («Криваві строфи». На диску довжиною 70 хвилин всього 5 пісень. Звучання на альбомі стало помітно жорсткіше і грубше, однак епічність і мелодика, притаманна гуртові, нікуди не зникли. Знову у піснях йдеться про історії з далекого минулого — про пору, коли люди вірували у древніх богів, жили за законом своїх предків і понад усе цінували і любили свободу та рідну землю.
«Альбом Viides Luku: Hävitetty» побачив світ 10 січня 2007 року. На цьому альбомі гурт остаточно позбувся від рамок комерційного звучання, скомбінувавши 2 пісні сумарною довжиною понад 56 хвилин.
Весною 2008 року Moonsorrow випустили «міні»-альбом «Tulimyrsky» («Firestorm») тривалістю близько 70 хвилин, на якому була представлена однойменна нова пісня, два раніше не видані демо-записи і дві кавер-версії.
2 вересня 2010 року Moonsorrow увійшли у студію для запису нового альбому, а наприкінці лютого 2011 року реліз вийшов у світ. Альбом має назву «Varjoina Kuljemme Kuolleiden Maassa» і розповідає про людину, що блукає пост-апокаліптичною Землею.

## Звинувачення у нацизмі
У квітні 2008 року, перед виступом на одному з концертів у рамках фестивалю Paganfest Europe, колектив звинуватили у нацизмі. Концерт у Берліні був під загрозою скасування через тиск «антифашистскої» організації. Виступ все ж не було скасовано, а сам гурт всіляко заперечував прихильність до нацистських і расистських поглядів.

## Склад
- Віллі Сорвалі — бас-гітара, вокал
- Хенрі Сорвалі — гітара, вокал, клавішні, акордеон, губна гармоніка (раніше у Barathrum, Ensiferum; зараз у Finntroll)
- Мітя Харвілахті — гітари, вокал
- Маркус Еурен — клавішні, бек-вокал
- Марко Тарвонен — ударні і перкусія

## Дискографія
- 1996 — Thorns of Ice (демо)
- 1997 — Metsä (демо)
- 1999 — Tämä Ikuinen Talvi (демо)
- 2001 — Suden Uni
- 2001 — Voimasta ja Kunniasta
- 2003 — Kivenkantaja
- 2005 — Verisäkeet
- 2007 — Viides Luku: Hävitetty
- 2008 — Tulimyrsky EP
- 2011 — Varjoina Kuljemme Kuolleiden Maassa
- 2016 — Jumalten Aika